# Sainte-Opportune
Sainte-Opportune és un municipi francès situat al departament de l'Orne i a la regió de Normandia. L'any 2007 tenia 221 habitants.

## Demografia

### Població
El 2007 la població de fet de Sainte-Opportune era de 221 persones. Hi havia 83 famílies de les quals 19 eren unipersonals (11 homes vivint sols i 8 dones vivint soles), 26 parelles sense fills i 38 parelles amb fills.
La població ha evolucionat segons el següent gràfic:
Habitants censats

### Habitatges
El 2007 hi havia 120 habitatges, 87 eren l'habitatge principal de la família, 25 eren segones residències i 9 estaven desocupats. 119 eren cases i 1 era un apartament. Dels 87 habitatges principals, 70 estaven ocupats pels seus propietaris i 17 estaven llogats i ocupats pels llogaters; 7 tenien dues cambres, 15 en tenien tres, 25 en tenien quatre i 40 en tenien cinc o més. 69 habitatges disposaven pel capbaix d'una plaça de pàrquing. A 35 habitatges hi havia un automòbil i a 48 n'hi havia dos o més.

### Piràmide de població
La piràmide de població per edats i sexe el 2009 era:
| Homes | Edats   | Dones |
| ----- | ------- | ----- |
| 0     | 95 o +  | 0     |
| 0     | 90 a 94 | 0     |
| 0     | 85 a 89 | 0     |
| 0     | 80 a 84 | 4     |
| 4     | 75 a 79 | 8     |
| 8     | 70 a 74 | 0     |
| 4     | 65 a 69 | 4     |
| 4     | 60 a 64 | 4     |
| 8     | 55 a 59 | 12    |
| 8     | 50 a 54 | 16    |
| 8     | 45 a 49 | 4     |
| 4     | 40 a 44 | 4     |
| 8     | 35 a 39 | 0     |
| 8     | 30 a 34 | 0     |
| 4     | 25 a 29 | 8     |
| 16    | 20 a 24 | 12    |
| 12    | 15 a 19 | 0     |
| 4     | 10 a 14 | 4     |
| 4     | 5 a 9   | 8     |
| 4     | 0 a 4   | 0     |

## Economia
El 2007 la població en edat de treballar era de 134 persones, 103 eren actives i 31 eren inactives. De les 103 persones actives 98 estaven ocupades (52 homes i 46 dones) i 5 estaven aturades (2 homes i 3 dones). De les 31 persones inactives 15 estaven jubilades, 8 estaven estudiant i 8 estaven classificades com a «altres inactius».

### Ingressos
El 2009 a Sainte-Opportune hi havia 91 unitats fiscals que integraven 231 persones, la mediana anual d'ingressos fiscals per persona era de 16.476 €.

### Activitats econòmiques
Dels 6 establiments que hi havia el 2007, 1 era d'una empresa de fabricació de material elèctric, 1 d'una empresa de fabricació d'altres productes industrials, 2 d'empreses de comerç i reparació d'automòbils, 1 d'una empresa de transport i 1 d'una empresa de serveis.
L'únic servei als particulars que hi havia el 2009 era un taller de reparació d'automòbils i de material agrícola.
L'any 2000 a Sainte-Opportune hi havia 22 explotacions agrícoles que ocupaven un total de 810 hectàrees.

## Poblacions més properes
El següent diagrama mostra les poblacions més properes.